# بهترین داستان‌های دنیا
بهترین داستان‌های دنیا (ژاپنی: まんが世界昔ばなし) یک انیمیشن ژاپنی بود که در سال ۱۹۷۶ میلادی توسط شرکت «دَکس پروداکشنز» در ۱۲۷ قسمت ۲۰ دقیقه‌ای تولید و منتشر شد.
هر قسمت از این مجموعهٔ کارتونی، از یکی از داستان‌های مشهور جهان اقتباس شده و کارگردانی و ساخت آن، توسط هنرمندان گوناگونی انجام شده‌است و به‌همین سبب، از لحاظ گرافیکی و اجرا با یکدیگر متفاوت است.
این مجموعه در دهه شصت خورشیدی از برنامه کودک و نوجوان تلویزیون ایران پخش شد.